# Дуда, Михаил Иванович
Михаи́л Ива́нович Ду́да (21 ноября 1921, Сороки-Львовские — 7 июля 1950, Танява) — украинский военный деятель. Поручик Украинской повстанческой армии, кавалер Золотого Креста Боевой Заслуги 1-го класса, золотого Креста Боевой Заслуги 2-го класса и Серебряного Креста Заслуги 2-го класса.

## Биография
Родился 21 ноября 1921 года в селе Сороки-Львовские (ныне Львовская область в Украине). Член ОУН с 1937, в 1939 направлен на диверсионную подготовку в Германию, где в 1941 вступил в батальон «Роланд», после его расформирования с октября 1941 года до конца 1942 года служил в 201 батальоне охранной полиции.
В рядах УПА с 1943, предстал прежде всего как инструктор в унтер-офицерской школе.
В мае 1944 года находился в Перемышльском Предгорье и в Бещадах как хорунжий.
С августа 1945 года он был командиром сотни «Ударники 3» (95), принадлежащей куреню «Ударники», под командованием «Байды».
В течение осени 1945 года по зиму 1946 гг. Дуда принимал участие в боях с поляками, был дважды ранен, 22 октября 1945 — тяжело ранен во время атаки на город Бирча.
14 июня 1947 года сотня Дуды пересекла польско-чехословацкую границу и прорвалась через Чехословакию и Австрию в американскую оккупационную зону в Германии (10 сентября 1947 года), потерял в этом рейде половину личного состава; тяжело раненого Дуду соратники несли через всю Чехословакию на носилках.
УПА продолжило борьбу и за рубежом. Сам Михаил в 1948—1949 годах был членом т. н. «Миссии УПА». Помочь УПА на послевоенном этапе борьбы изъявили желание западные разведки. Один из руководителей английской разведки Ким Филби организовал перевозку самолётами уповцев в Украину. Однако, как оказалось позже, Филби уже работал на СССР. Бывший шеф службы разведки ЗЧ ОУН Степан Мудрик утверждал, что уже с 1946 года МГБ делало попытки внедрить своего агента в Провод УПА. Возможно, этим объясняется тот факт, что в конце весны 1950 Михаил полетел на встречу с «Тарасом Чупринкой» (Роман Шухевич), когда тот погиб ещё 5 марта 1950 года.
31 мая 1950 года он командовал группой из 4 курьеров, которых английские спецслужбы десантировали на территории СССР в районе Болехова. Во время прыжка с парашютом Дуда неудачно приземлился на дерево, сломав ногу. 7 июля 1950 года вместе со ещё одним десантником попал в окружение группы преследования МГБ и после короткого боя оба покончили жизнь самоубийством.
По словам Гжегожа Мотыки, его считали одним из самых способных руководителей УПА в Закерзонском крае. Посмертно ему присвоен орден кавалера Золотого креста.